# Yana Kirpichenko
Yana Viatcheslavovna Kirpichenko (en russe : Яна Вячеславовна Кирпиченко) est une fondeuse russe, née le 22 janvier 1996 à Barnaoul. Elle est spécialiste des épreuves de distance.

## Carrière
Kirpichenko prend part à des manches de la Coupe d'Europe de l'Est à partir de la saison 2012-2013. En 2015, elle remporte la médaille d'argent en relais aux Championnats du monde junior à Almaty pour sa première sélection en équipe nationale et s'y classe aussi quatrième en skiathlon. En 2016, elle remporte la médaille de bronze en relais dans les Championnats du monde junior à Rasnov.
En 2017, elle passe en catégorie espoir et s'illustre aux Championnats du monde des moins de 23 ans à Soldier Hollow, gagnant une médaille de bronze sur le skiathlon, avant de gagner le titre national dans cette discipline.
La Russe fait ses débuts dans l'élite en prenant part au Tour de ski 2017-2018, qu'elle achève au 30e rang, lui attribue des points pour la Coupe du monde. Elle enchaîne par un titre de championne du monde des moins de 23 ans du dix kilomètres classique à Goms. En 2019, son temps fort reste l'Universiade à Krasnoïarsk, où elle remporte quatre médailles dont un en or sur le relais et trois de bronze en individuel.
Kirpichenko revient dans la Coupe du monde de manière régulière en 2019-2020, où elle intègre le top vingt à quelques reprises, y compris lors du Tour de ski, qu'elle achève au 21e rang.
En 2021, grâce à ses premiers résultats dans le top dix, septième à Lenzerheide au tour de ski qu'elle termine douzième, puis cinquième à Falun, elle reçoit sa sélection pour ses premiers championnats du monde, à Oberstdorf, où après une dixième place en skiathlon, elle gagne la médaille d'argent du relais avec Yulia Stupak, Tatiana Sorina et Natalia Nepryaeva.

## Palmarès

### Championnats du monde
| Épreuve / Édition        | Sprint                           | Sprint    | 10 km | 10 km                            | Poursuite 2 × 7,5 km | 30 km | Relais | Relais                   |
| Épreuve / Édition        | libre                            | classique | libre | classique                        | Poursuite 2 × 7,5 km | 30 km | Sprint | 4 × 5 km                 |
| Mondiaux 2021 Oberstdorf | Épreuve inexistante à cette date | -         | -     | Épreuve inexistante à cette date | 10e                  | 12e   | —      | Médaille d'argent, monde |

Légende :
- : première place, médaille d'or
- : deuxième place, médaille d'argent
- : troisième place, médaille de bronze
- : pas d'épreuve
- — : Non disputée par Kirpichenko

### Coupe du monde
- Meilleur classement général : 21e en 2021.
- Meilleur résultat individuel : 5e.

#### Classements détaillés
| Saison / Épreuve | Saison / Épreuve | Général | Général | Distance | Distance | Sprint | Sprint | Tour de ski depuis 2007 | Finales depuis 2008 | Nordic Opening depuis 2011 | Ski Tour depuis 2020 |
| ---------------- | ---------------- | ------- | ------- | -------- | -------- | ------ | ------ | ----------------------- | ------------------- | -------------------------- | -------------------- |
| Saison / Épreuve | Saison / Épreuve | Class.  | Points  | Class.   | Points   | Class. | Points | Tour de ski depuis 2007 | Finales depuis 2008 | Nordic Opening depuis 2011 | Ski Tour depuis 2020 |
| 2018             | 2018             | 95e     | 9       | 74e      | 5        | -      | -      | 30e                     | -                   | -                          | -                    |
| 2019             | 2019             | -       | -       | -        | -        | -      | -      | -                       | -                   | Abandon                    | -                    |
| 2020             | 2020             | 44e     | 135     | 30e      | 95       | -      | -      | 291e                    | -                   | 33e                        | 37e                  |
| 2021             | 2021             | 21e     | 303     | 16e      | 223      | -      | -      | 13e                     | -                   | 36e                        | -                    |

### Championnats du monde des moins de 23 ans
- Utah 2017 :
  -  Médaille de bronze du skiathlon.
- Goms 2018 :
  -  Médaille d'or du dix kilomètres classique.
  -  Médaille de bronze du skiathlon.

### Championnats du monde junior
- Almaty 2015 :
  -  Médaille d'argent du relais.
- Rasnov 2016 :
  -  Médaille de bronze du relais.

### Universiades
- Krasnoïarsk 2019 :
  -  Médaille d'or du relais.
  -  Médaille de bronze du cinq kilomètres libre.
  -  Médaille de bronze du cinq kilomètres classique
  -  Médaille de bronze du quinze kilomètres libre.

### Championnats de Russie
- Gagnante du skiathlon en 2017.
- Gagnante du dix kilomètres libre en 2018.